# Arthur Müller (Rennfahrer)
Arthur Müller (* 29. Juni 1904 in Rasephas; † 11. Juli 1983 in Holzminden) war ein deutscher Motorradrennfahrer.
Der Thüringer Arthur Müller gewann gleich in seiner ersten Saison die Deutsche Motorrad-Straßenmeisterschaft. Er war bei so bedeutenden Rennen wie auf der Eilenriede in Hannover, der Solitude in Stuttgart oder der Berliner AVUS erfolgreich. Selbst im Ausland glänzte er mit dem Sieg im berühmten Bergrennen Königsaal–Jilowischt nahe Prag.

## Karriere
Müller wurde in der thüringischen Ortschaft Rasephas, später zu Altenburg eingemeindet, geboren. Im Alter von 21 Jahren gewann er 1926 das 3. Eilenriede-Rennen als Junior und war dabei zehn Minuten früher im Ziel als der beste Senior. Es folgten weitere Siege auf der Solitude, in der Dreistädtefahrt bei Frankfurt am Main und bei der Märkischen Herbstfahrt. In seiner ersten Rennsaison war er am Ende Deutscher Meister der 175-cm³-Klasse.
Das Jahr 1927 begann Müller mit dem Sieg bei einem 24-Stunden-Rennen auf der Opel-Rennbahn gemeinsam mit Hans Sprung. Eine Woche später siegte er beim Prager Rennen auf den Jíloviště. Beim Lückendorfer Bergrennen und Freiburg war er am Berg ebenso vorn und auch auf der AVUS gelang ihm im September ein Sieg. Am 2. Juli 1927 fand auf dem Nürburgring der Große Preis von Deutschland statt, der in diesem Jahr gleichzeitig EM-Lauf war. Arthur Müller belegte im über 14 Runden und eine Distanz von 396,2 Kilometern führenden Lauf der 175-cm³-Klasse hinter Willi Henkelmann (DKW ARe 175) dem Pforzheimer Arthur Geiss mit 13 Minuten Rückstand den dritten Platz und machte so den DKW-Dreifachsieg perfekt.
Danach startete Arthur Müller für den Chemnitzer Hersteller Schüttoff.
1930 hatte Arthur Müller von Schüttoff wieder auf die DKW gewechselt. Auf der Eilenriede gab er seinen Neueinstand mit einem zweiten Platz hinter Josef Klein bei den 350ern. Podestplätze folgten noch auf der Fichtenhain-Rennbahn sowie auf dem Grillenburger Sachsenring 1932. Ein Jahr darauf blieb Arthur Müller bei der Reichsfahrt, der Ostpreußenfahrt und der Dreitagefahrt im Harz ohne Strafpunkte. Auf dem Marienberger Dreieck unterlag er zum Saisonende dem deutschen Meister Arthur Geiss nur knapp. 1934 stand er dort hinter Walfried Winkler und Geiss erneut auf dem Siegerpodest. Beim Eifelrennen auf dem Nürburgring und beim Großen Bergpreis von Deutschland am Schauinsland nahe Freiburg wurde er Zweiter. Bei der Kraftfahrzeug-Winterprüfung sowie der Dreitage-Harzfahrt erkämpfte sich Müller Goldmedaillen. 1935 wurde er in Marienberg erneut nur knapp geschlagen, diesmal von Hans Winkler. Mitte Juli demonstrierte Arthur Müller beim Großen Preis von Deutschland auf dem Badberg-Viereck in Hohenstein-Ernstthal noch einmal sein großes Können – in seiner zehnten Saison als Rennfahrer.
Müller starb am 11. Juli 1984 im Alter von 79 Jahren in Holzminden.

## Statistik

### Erfolge
- 1926 – Deutscher 175-cm³-Meister auf DKW

### Rennsiege
| Jahr | Klasse             | Maschine | Rennen                          | Strecke              |
| ---- | ------------------ | -------- | ------------------------------- | -------------------- |
| 1926 | 175 cm³ (Junioren) | DKW      | Eilenriederennen                | Eilenriede           |
| 1926 | 175 cm³            | DKW      | Rund um Solitude                | Solitude             |
| 1927 | 175 cm³            | DKW      | AVUS-Rennen                     | AVUS                 |
| 1927 | 175 cm³            | DKW      | Bergrennen Königsaal–Jilowischt | Königsaal–Jilowischt |